# Sun Eater
| Оценки критиков | Оценки критиков                                                                   |
| Источник        | Оценка                                                                            |
| --------------- | --------------------------------------------------------------------------------- |
| About.com       | [heavymetal.about.com/od/jobforacowboy/fl/Job-For-A-Cowboy-Sun-Eater-Review.htm ] |
| Exclaim!        | 6/10                                                                              |
| Metal Hammer    | 8/10                                                                              |
| Rock Hard       | 9/10                                                                              |

Sun Eater — четвёртый студийный альбом американской дэт-метал-группы Job for a Cowboy. Альбом вышел 11 ноября 2014 года на лейбле Metal Blade Records. Альбом содержит записи ударных сессионного ударника Дэнни Уолкера, в связи с тем, что бывший ударник Джон Райс покинул коллектив в октябре 2013 года.

## Список композиций
| №                   | Название                    | Длительность |
| ------------------- | --------------------------- | ------------ |
| 1.                  | «Eating the Visions of God» | 6:30         |
| 2.                  | «Sun of Nihility»           | 5:33         |
| 3.                  | «The Stone Cross»           | 3:40         |
| 4.                  | «The Synthetic Sea»         | 4:50         |
| 5.                  | «A Global Shift»            | 3:58         |
| 6.                  | «The Celestial Antidote»    | 6:08         |
| 7.                  | «Encircled by Mirrors»      | 4:46         |
| 8.                  | «Buried Monuments»          | 4:56         |
| 9.                  | «Worming Nightfall»         | 6:20         |
| Общая длительность: | Общая длительность:         | 46:41        |

## Участники записи
Job for a Cowboy
- Джонни Дэйви — вокал
- Ал Глассман — гитара
- Тони Санникандро — гитара, бэк-вокал
- Ник Шендцилос — бас-гитара

Сессионные музыканты
- Дэнни Уолкер — ударные

## Позиции в чартах
| Чарт (2014)                          | Позиция |
| ------------------------------------ | ------- |
| США (Billboard 200)                  | 91      |
| США (Billboard Independent Albums)   | 12      |
| США (Billboard Top Hard Rock Albums) | 6       |
| США (Billboard Top Rock Albums)      | 20      |